# Hrabstwo Decatur (Kansas)

Piramida wieku hrabstwa

Hrabstwo Decatur – hrabstwo położone w USA w stanie Kansas z siedzibą w mieście Oberlin. Założone 20 marca 1873 roku.

## Miasta
- Oberlin
- Norcatur
- Jennings
- Clayton
- Dresden

## Sąsiednie Hrabstwa
- Hrabstwo Red Willow
- Hrabstwo Furnas
- Hrabstwo Norton
- Hrabstwo Sheridan
- Hrabstwo Thomas
- Hrabstwo Rawlins